# ICON A5
El ICON A5 es un hidroavión ligero y deportivo (en algunos países en modalidad LSA) estadounidense, que está siendo desarrollado por ICON Aircraft. Un avión prototipo fue fabricado en 2008 pero la producción no ha comenzado.

## Diseño

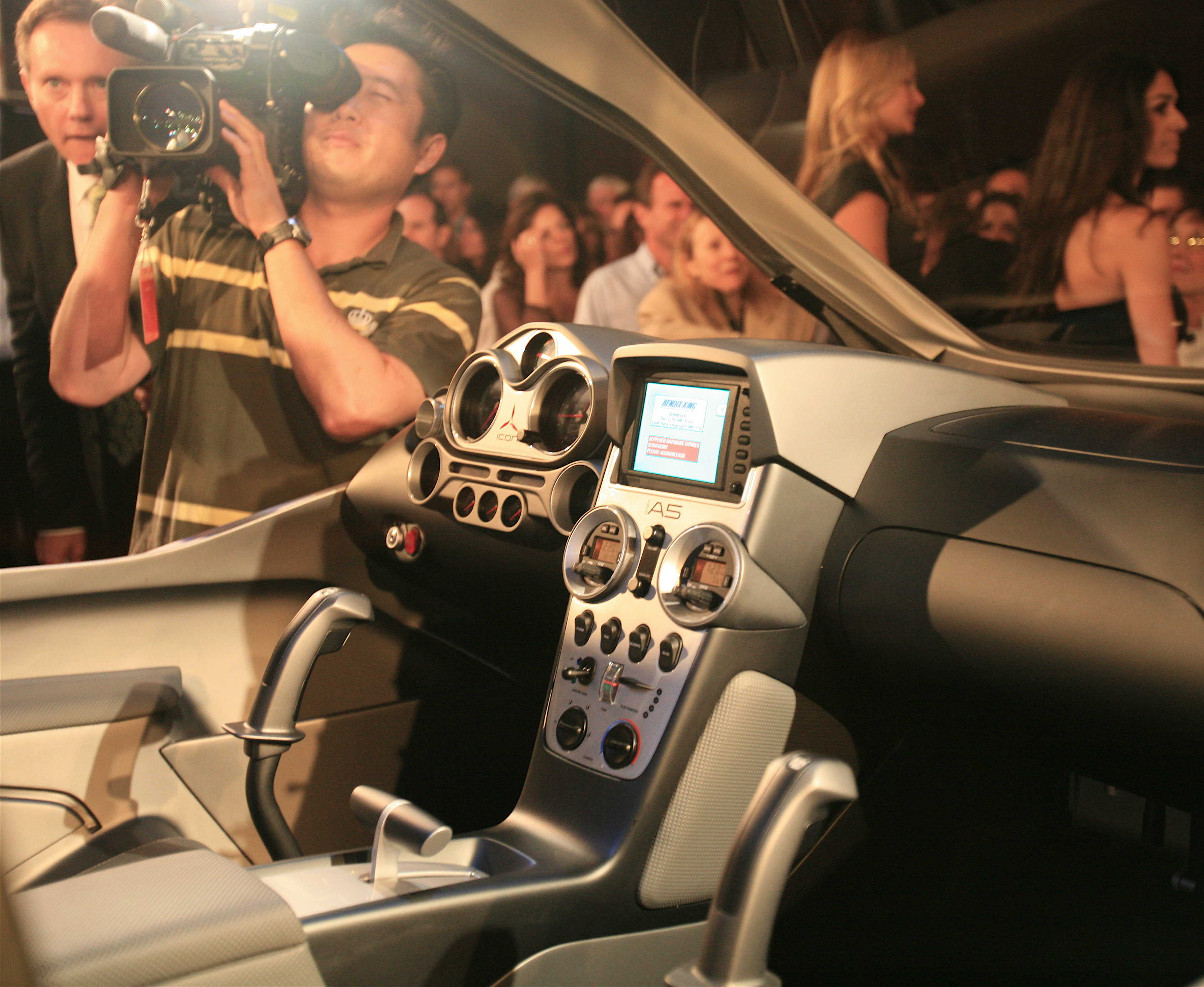
Interior del ICON A5

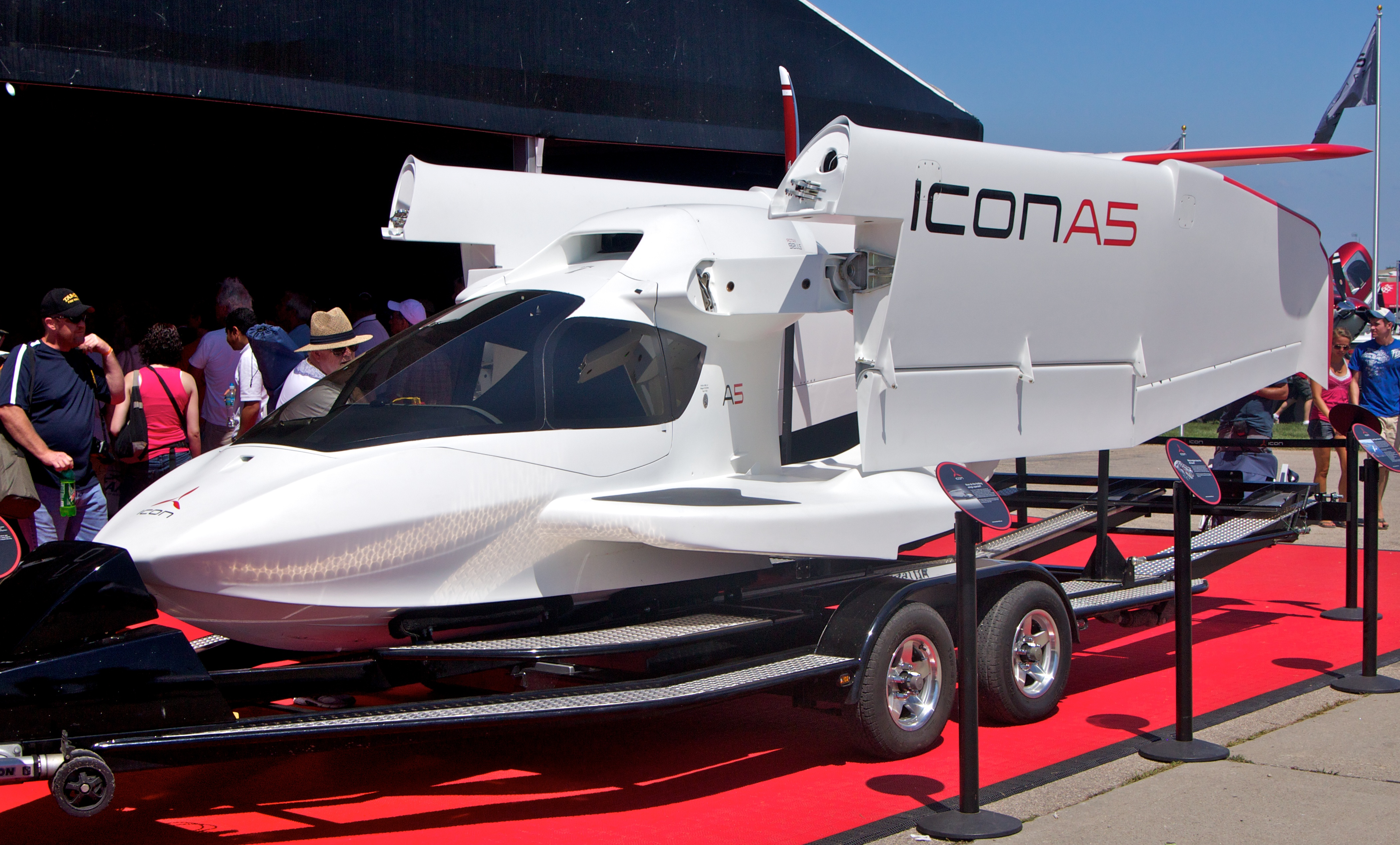
ICON A5 siendo transportado con alas retraídas

El A5 es un hidroavión de ala alta tipo monoplano con un fuselaje de fibra de carbono y el tren de aterrizaje retráctil. Tiene capacidad para dos personas en una cabina cerrada y es alimentado por un solo motor Rotax 912 ULS de 100 HP (75 kW) conduciendo una hélice de tres palas. Flotadores estilo Dornier le proporcionan estabilidad hidrodinámica, que alberga el tren de aterrizaje principal que es retráctil, y actúa como un paso para la tripulación y los pasajeros. Las alas se pueden plegar hacia atrás para el transporte terrestre y el almacenamiento. El equipo incluye un indicador de ángulo de ataque (ADI), una característica inusual en aeronaves de aviación general. Un paracaídas balístico de fuselaje es opcional.

## Desarrollo
El ICON A5, con sus alas plegadas para el prototipo de transporte fue construido entre 2007-2008 y realizó su primer vuelo en julio de 2008. En enero de 2009 la compañía anunció la finalización de la primera fase (27 vuelos) de un programa de pruebas de tres fases, incluyendo el manejo de agua. En febrero de 2009, el prototipo entró en la segunda fase de pruebas para perfeccionar las cualidades aerodinámicas y la conducción.
En junio de 2011, la compañía anunció que había conseguido una ayuda adicional de $25 millones de dólares, que fueron "necesarios para permitir a la empresa completar el trabajo de ingeniería de desarrollo y para entrar en producción posiblemente tan pronto como el próximo año (2012)".
Una versión actualizada de alas "resistentes a barrenas" comenzó las pruebas de vuelo en julio de 2011, y terminó en febrero de 2012. El diseño cumple con los requisitos del certificado FAR Parte 23, mediante el empleo de un ala con sujetada a múltiples superficies de sustentación que cambian sus propiedades a lo largo del ala.
En agosto de 2011, la empresa declaró que había vendido las posiciones de 694 A5s, de los cuales 143 fueron recibidos en el 2011 en el espectáculo EAA AirVenture Oshkosh. Una promoción en conjunto con EAA Young Eagles recaudado más de USD $28.000 para los Young Eagles.

## Premios
- En los Premios de Diseño IDEA/BusinessWeek 2009, ICON fue galardonado con Oro en la categoría Diseño de Transporte. La competencia incluyó a todos los automóviles, motocicletas, embarcaciones, y todo otro vehículo de motor diseñado en 2008.
- ICON también fue galardonado en con premio de oro en Chispa de diseño 2009 y una Distinción de diseño en Design Review anual ID Magazine.
- Ciencia Popular 2008, 100 mejores innovaciones del año.
- I.D. Revisión anual del diseño 2009.
- Premio de Oro en Transporte IDSA International Design Excellence 2009.
- IDSA International Design Excellence Award People 's Choice Award 2009.
- premio de oro en Chispa de diseño 2009.
- Wallpaper 2010 "La vida potencial del Año" Premio de los Jueces.

## Accidentes
- El 1 de abril de 2017, un ICON A5 de pruebas de la compañía, sufrió un "duro aterrizaje" en el agua cerca del Parque Nacional de Biscayne, Florida, lo que provocó el hundimiento del avión. Tanto el piloto como el pasajero no sufrieron daños, pero el avión se inundó de agua y se sumergió antes de ser remolcado a ocho millas hasta un puerto deportivo. Este fue el primer accidente de un A5. Mientras Icon estaba revisando el incidente, el CEO de la compañía, Kirk Hawkins, dijo que todo apuntaba a un error del piloto.

- El 8 de mayo de 2017, un ICON A5 de pruebas de la compañía se estrelló en la orilla del Lago Berryessa en el condado de Napa, California, cerca de las instalaciones de la compañía. En el accidente murieron dos empleados de Icon: el ingeniero jefe y piloto de pruebas de la compañía, Jon Karkow, que era el piloto al mando, y Cagri Sever, director de ingeniería de Icon, que era pasajero en el vuelo. Karkow había participado en el diseño de las alas plegables del A5, así como en partes de los sistemas de control de la aeronave. Justo antes del accidente, el avión fue visto haciendo maniobras a muy baja altura y al entrar en un estrecho cañón, y a gran potencia, se inclinó y giró hacia la izquierda, impactando contra el terreno. La Junta Nacional de Seguridad del Transporte determinó que la causa fue "error del piloto para mantener la distancia al terreno mientras se maniobraba a baja altura". La junta no encontró ningún fallo en el avión.

- El 7 de noviembre de 2017, un ICON A5, matrícula N9228A, se estrelló el cerca de la costa de Florida mientras lo pilotaba el jugador de béisbol retirado Roy Halladay, accidente que confirmó el Condado de Pasco. Se informó que el incidente ocurrió en aguas del golfo de México, a unas 10 millas (16 km) de la costa de San Petersburgo, Florida.

## Características generales
- Tripulación 1 piloto
- Capacidad 1 pasajero + el piloto
- Carga útil 60 libras (27 kg)
- Longitud 22 ft (6,7 m)
- Envergadura 34 ft (10,4 m)
- Altura 7,1 ft (2,16 m)
- Peso en vacío 900-1,000 libras (408-454 kg)
- Carga máxima 430-530 libras (195-240 kg)
- Peso máximo al despegue 1.430 libras (648,6 kg)
- Planta motriz 1 × motor Rotax 912 ULS de 100 HP (74,5 kW)

Rendimiento
- Velocidad máxima 105 nudos (120 mph, 192 km/h)
- Rango 300 nmi (345 mi, 556 km)